# Felderophiura
Felderophiura is een geslacht van uitgestorven slangsterren uit de familie Ophiuridae.

## Soorten
- Felderophiura vanderhami Jagt, 1991 †